# 対戦車ライフル

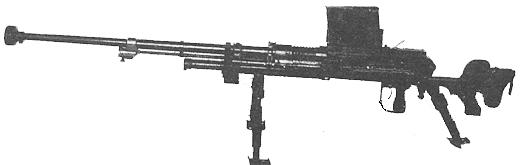
日本の九七式自動砲（口径 20mm）

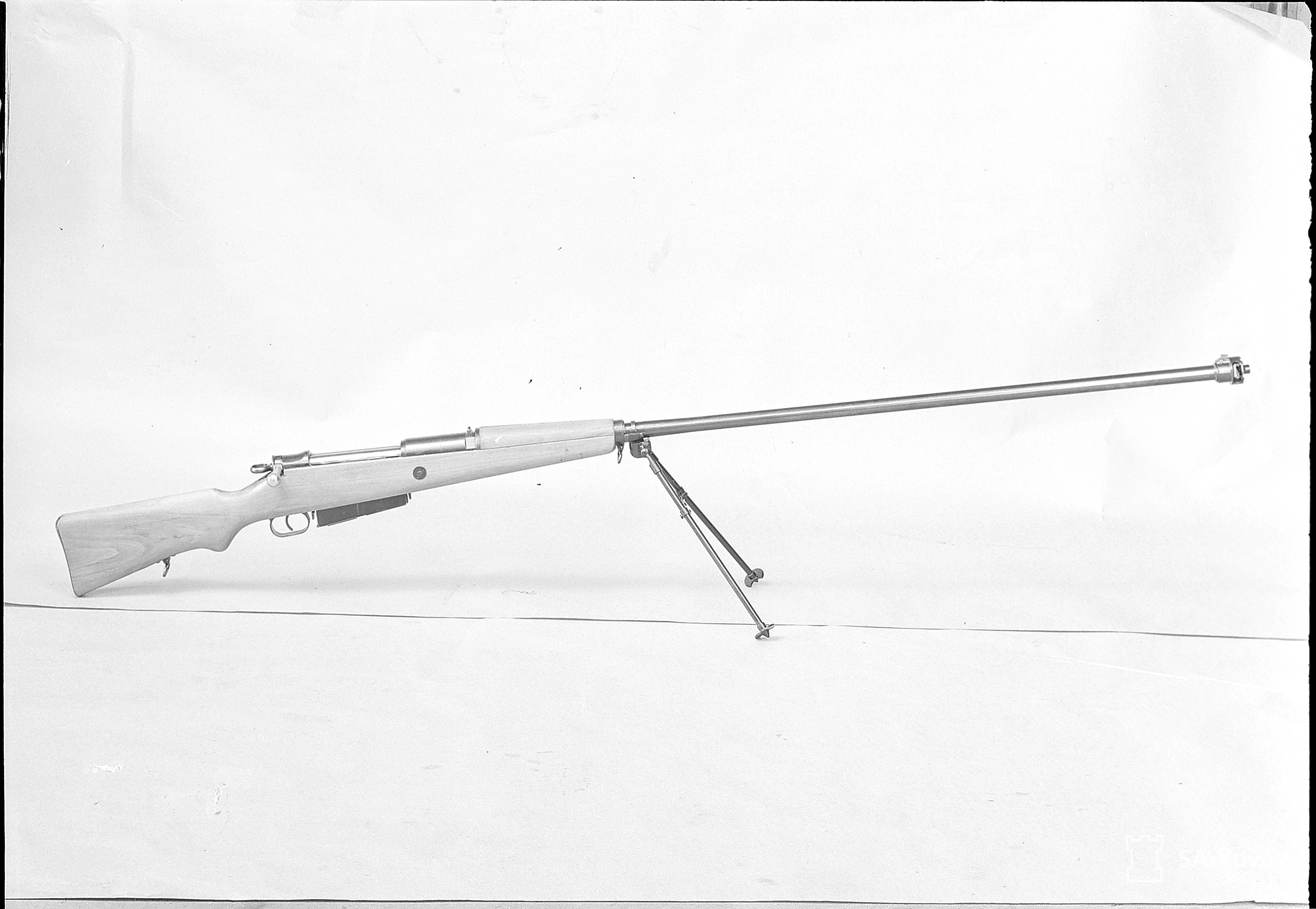
ポーランドのWz.35（口径 7.92mm）

対戦車ライフル（たいせんしゃライフル）は、戦車の装甲を貫通させるための銃で、対戦車兵器の一つである。
現在の対物ライフルの前身となった存在である。

## 概要
対戦車ライフルは徹甲弾を用いて運動エネルギーで敵戦車の装甲を貫通させ、車内の乗員を殺傷したり、車両を破壊するための兵器である。
戦車や装甲車の装甲は小銃用の通常銃弾では貫通が難しい。初期の戦車や装甲車は、弾芯に硬度の高い金属を用いた徹甲弾で貫通できたものの、戦車がより厚い本格的な防弾装甲鋼板を用いるようになると、より大口径の弾丸を発射できる大型の銃が必要となり、対戦車ライフルが誕生した。
その後の戦車の進歩に伴って、対戦車ライフルに用いられる弾薬も大口径化・大威力化していったが、ライフル（小銃）の形式であるかぎり、人が肩で受けられる反動には限界があるため、貫通能力の向上には限界があった。そこで15mmを超える口径を持つものには、人が構える方式ではなく、三脚架に架装するものや、車輪付きの銃架に搭載するものも登場した。これらはもはやライフルというより機関砲であった。
　
戦車のさらなる防御力強化に、対戦車ライフルは進歩は追いついていけなくなり、有効性を失っていった。どうしても正面からの対戦車戦闘が求められた場合は、覗き窓などの弱点を狙ったり、履帯を狙って走行を妨害する戦術を用いた。全く通用しなかったわけでもなく、フィンランドの継続戦争においてラハティ20mm対戦車ライフルがKV-1重戦車を撃破した事例がある。
成型炸薬弾を発射する個人携帯式対戦車兵器が登場し普及すると、対戦車ライフルはそれらに対戦車兵器としての地位を明け渡した。
戦後、歩兵用の対戦車兵器は弾頭にRPGなどの成型炸薬を利用した無反動砲や携行ロケットランチャー、そして対戦車ミサイルに引き継がれた。現在では対物ライフルと名を変えて装備が行われている。

## 歴史

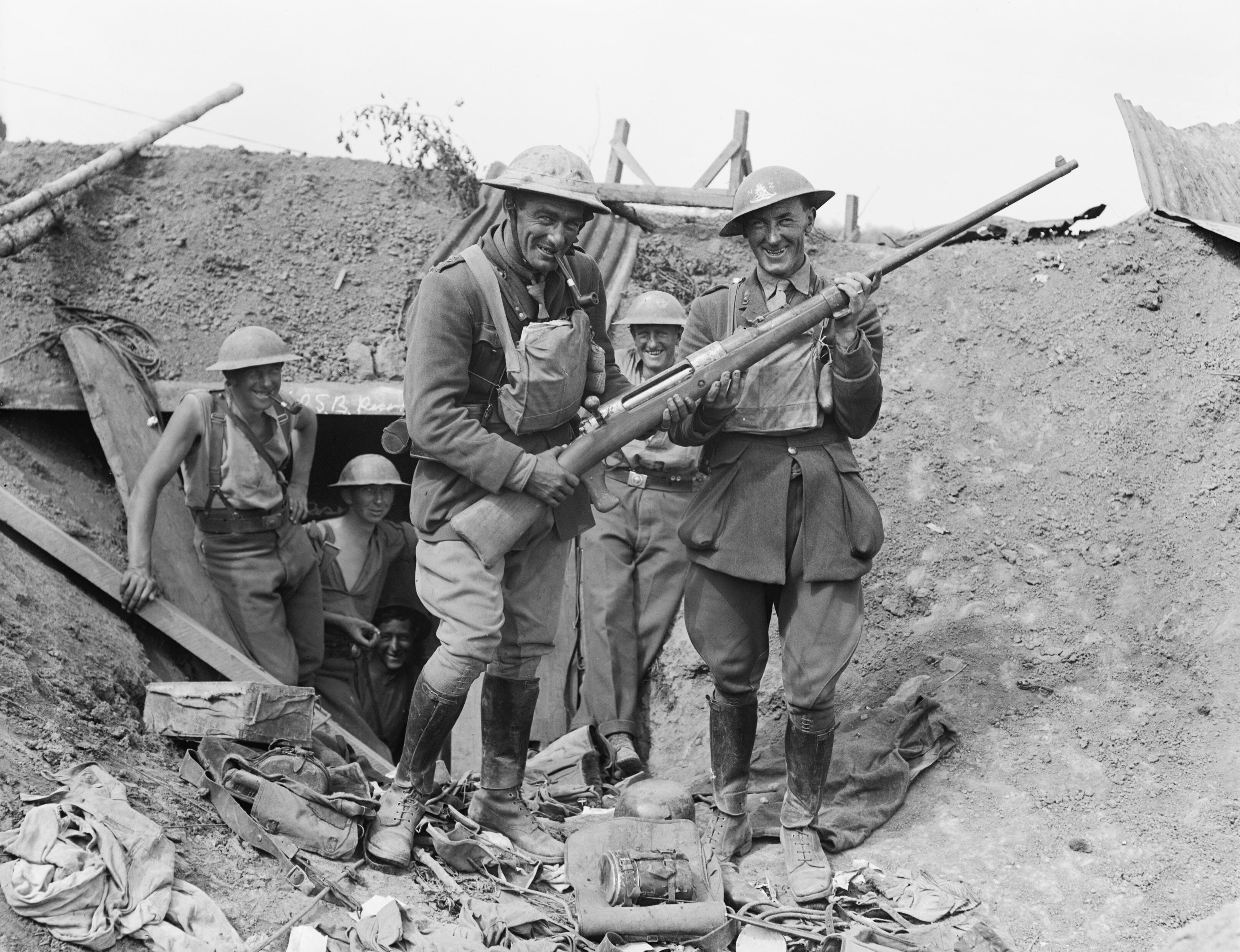
世界初の対戦車ライフルである、ドイツの Mauser Tankgewehr M1918（口径 13.25mm）を持つ英連邦軍（ニュージーランド軍）の兵士達。人間と比較したその巨大さがわかる。
（1918年8月26日の撮影）

「対戦車ライフル」という分野の兵器は、第一次世界大戦後期に戦車に対抗するための歩兵用の火器としてドイツ軍により開発された。なお、世界最初のものは、歩兵用の小銃をそのまま拡大して設計された、といういささか強引な開発過程を辿った、事実上の戦時急造品である。
第一次大戦後には各国で本格的な開発が進められ、対戦車ライフルはその性格上高い対装甲貫通力が求められたが、大口径の弾薬を用いると必然的に反動が大きくなるため、高威力の追求と共に安定した射撃が行えることが追求され、反動を制御できることが重要となった。また、大型の銃弾を装弾するため速射性が低いことを補う必要があり、自動式（オートマチック）の作動機構を持つことが模索された。
これらの点から、開発の傾向としては、比較的小口径だが軽量（相対的に）のものと、大口径・大型で大威力だが重量のあるものとの二極化が進んだ。
日本、フィンランド、スイスは口径20mm、またそれを超える大型のものを開発することを選択し、ドイツは7.92mmの小口径ながら装薬（発射薬）の多い弾薬を使用する、1人でも持ち運べる比較的小型のものを開発した。ソビエトでは他国に先駆けて装甲防御力の高い（装甲の厚い）戦車を開発していたこともあり、高性能な対戦車ライフルの開発に力を入れていたが、求められる能力と実用性の間に折り合いがつかず、多種類の試作品が作られて試験が繰り返されていたが、赤軍首脳部が必要以上に高性能なものを求めたこともあり、計画の迷走が続いていた。この他、チェコスロヴァキアでは、7.92mmから15mmまで、ボルトアクション方式の手動連発式から反動利用式/ガス圧利用式の全自動方式まで各種幅広い作動方式のものが開発・試作されており、その中には世界に先駆けて実用化された “ブルパップ方式” のものもあった。珍しいものでは、スウェーデンでは無反動砲と同じ作動原理を持つ、事実上の小口径無反動砲を対戦車ライフルとして開発している。
これらの対戦車ライフルの貫通力は、高いものでもその有効射程内 (300–100m) で30mm前後で、40mmを超えることは稀であったが、第二次世界大戦開戦前の戦間期では、エンジンの出力の関係上、戦車の側もさほど装甲を厚くできなかったため、この程度の能力があれば戦車に対して充分な威力を発揮でき、兵器としての実用性は充分と考えられていた。
第二次世界大戦開戦時には各国で歩兵用主力対戦車兵器として装備されていた他、比較的小型の戦車（軽戦車）の主武装としても装備されていた。そのため、初期には広く使用されたが、戦争が進むにつれて「戦車」というカテゴリーの兵器は急速に進歩を遂げてゆき、次第に装甲が強化されていくと、対戦車ライフル程度の装甲貫通力では装甲を貫通することが難しくなっていった。これに対処するために弾頭にタングステン合金を用いて貫通力を向上させることが行われたが、タングステンは高価な希少資源であり、前線部隊に十分な数の弾薬を行き渡らせることが難しかった。更にそれですらも戦車の装甲増加に貫通力が追いつかなくなり、“対戦車ライフル”というカテゴリーの兵器は急速に廃れていった。
その後の位置づけには各国で差があり、ドイツでは全自動化と大口径化が模索されたものの、成型炸薬弾を発射する個人携帯式対戦車兵器であるパンツァーシュレックやパンツァーファウストの両種が登場すると、対戦車ライフルの前線運用は中止され、後継品の開発計画も全て中止された。一方、ソ連赤軍では、独ソ戦の開戦により対戦車兵器を可能な限り早急かつ大量に装備する必要性に迫られ、開戦前より開発していた一連の試作品の中から、大量生産が可能なものを急遽採用し、大量に製造して部隊配備し、数で補う方針を採った。更に、ドイツ軍戦車に対する有効性が失われたあとも、“バズーカ”のような有力な歩兵用対戦車兵器が実用化されなかったこともあり、戦車の覗き孔の防弾ガラス部分を狙うよう射撃手を訓練してかなりの戦果をあげ、終戦まで現役で使用した。第二次大戦中のドイツ軍装甲車輌が装備したシュルツェンは、元来HEAT対策ではなく、こうしたソビエト軍による対戦車ライフル攻撃への対策のためである。イギリスは対戦車ライフルを使い続けたものの、手持ち式迫撃砲（携行擲弾発射器）の一種であるPIATが登場すると主力対戦車兵器の座を明け渡した。
一方、対戦車ライフルというものにあまり積極性を向けなかった国もあり、アメリカでは他国の対戦車ライフル並の威力を持つ弾薬を使用する重機関銃、ブローニングM2 HMGを制式化して広く装備したため、試作以上の段階には進まず、成形炸薬弾（HEAT弾）を用いる携行ロケットランチャーである“バズーカ”の開発に世界に先んじて成功したこともあり、0.60口径（0.60インチ=15.24mm）という大口径のものを自国開発したものの制式化していない。フランスでは25mm口径の軽便な小口径対戦車砲を装備していたため、国産の対戦車ライフルを開発せず、他国製の輸入に留めている。
以後、対戦車ライフルは重い弾丸の持つ優れた弾道直進性を活かして対人狙撃に用いられたり、軽車両などを狙うようになる。場合によっては低空飛行する航空機を目標にした対空火器としても用いられた。第二次世界大戦後、朝鮮戦争においても共産軍には用いられており、朝鮮戦争後は無反動砲や携行ロケット砲に置き換えられてしばらく姿を消すが、ベトナム戦争でアメリカ軍が使用した例がある（ブローニングM2重機関銃#長距離狙撃兵器としてを参照）。現在では対物ライフルという名称で使用されている。

## 運用法
3名（指揮観測、射手、弾薬運搬）で一丁を運用するのが通例であった。日本、フィンランド、スイスなどの大型銃の場合には対戦車砲なみに一個分隊、十数名で運用する場合もある。
小型の対戦車ライフルは歩兵小隊ごとに一丁から数丁が配備され、小隊規模で運用されていた。対戦車ライフルが必要とされた最大の理由は歩兵小隊が直接、戦車に対抗できることにある。大型の大砲による直接射撃を行うには大隊本部か連隊本部を通して砲兵に動いて貰わなければならず、最前線にいる歩兵小隊が目の前にいる戦車への攻撃を依頼するには命令系統が遠すぎるのである。この点において対戦車ライフルは敵と直面している小隊長レベルの判断で即時、自由に運用できるメリットが大きい。

## 各国の対戦車ライフル
※名称の下の数字は使用弾薬（弾頭径ｘ弾薬全長）
 ドイツ帝国/ ドイツ国
- マウザー M1918
13.25x92mm
※本銃が世界初の「対戦車ライフル」である。
- PzB38
7.92x94mm
- PzB39
7.92x94mm
- PzB M.SS.41 (PzB 41(t)
7.92x94mm

 フィンランド
- ラハティ L-39
20x138mm

 大日本帝国
- 九七式自動砲
20x125mm

 イギリス
- Godsal 600/500 (Godsal 1918)[1]
12.7x81mm
- ボーイズ .55 in 対戦車ライフル
13.9ｘ99mm

 スイス
- エリコン SSG32
20x72mm
- エリコン SSG36
20x110mm
- ゾロターン S-18/100
20x105mm
- ゾロターン S-18/1000
20x138mm
- ゾロターン S-18/1100
20x138mm
- Tb41
24x139mm

 ポーランド
- wz.35
7.92x107mm

 スウェーデン
- Pvg m/40(Pansarvärnsgevär modell 40)　/ G m/40(Gevär modell 40)[2]
8x63mm
- カールグスタフ pvg m/42
20x180mm

 ソビエト連邦
- ウラジミロフ対戦車銃[3]
12.7/14.5/20mm
- ルカビシュニコフ PTR-39[4]
14.5x114mm
- ショロホフ対戦車銃
12.7mmx108mm
※マウザー M1918の口径変更/細部改修型
- シモノフPTRS1941
14.5x114mm
- デグチャレフPTRD1941
14.5x114mm

 チェコスロバキア
- ZK382[5]
7.92x145mm
- ZK404[6]
7.92x94mm
- ZK407[7]
7.92x94mm
- ZK416[8]
15x104mm

 アメリカ合衆国
- ウィンチェスター パグスレー.50 (Winchester Pugsley .50)[9]
12.7x99mm
- ウィンチェスター ウィリアムズ.50 (Winchester Williams .50)[10]
12.7x99mm
- .60 T1E1[11]
15.2x114mm

## 名称について
21世紀となり、前述のように「戦車の装甲を貫いて破壊するための兵器」としての対戦車ライフルは使われることがなくなったため、「対戦車ライフル」という用語も過去のものとなったが、現在の用途に即した「対物ライフル」という用語が誕生した後も、「大型大口径の軍用ライフル」を指すものとして“対戦車ライフル”という言葉は残っている。
そのため、軍民を問わず、特に対装甲用途に限定されているわけではない対物ライフルを指して「対戦車ライフル」と呼称している例を見ることがある。世界各国の戦闘糧食を紹介した書籍を著した大久保義信の著作にも、公式には対物ライフルとして装備されているものを、兵士が「ATライフル」（AT＝AntiTank）と呼称している例が記述されている。
なお、対戦車ライフルが現役で用いられていた時代には、これを指して“エレファントガン（象撃ち銃、象銃：英語: Elephant gun）”と呼ぶことが一般的であった。“エレファントガン”とはゾウに代表される大型の動物を狩猟する際に用いられる、大口径・強装薬の猟銃の通称だが、“巨大なライフル”“大口径のライフル”の意味でも用いられていたもので、通常の歩兵用小銃に比して大口径・長大な対戦車ライフルを指す通称として用いられた。第一次世界大戦においては、戦車の登場以前にも、機関銃の射撃を避けるための防盾を用いて塹壕や陣地に接近する戦術に対抗するためにエレファントガンを用いて狙撃（エレファントガンの威力であれば歩兵が手に持って動かせる程度の重量（板厚）の鋼板であれば貫通できた）を行っており、戦車が実戦投入されてから対戦車ライフルが開発されるまでの間は、エレファントガンを暫定的な対戦車兵器として用いていたため、最初から対戦車ライフルとして開発・配備されたものに対しても、継続的に通称されたものである。
この“エレファントガン”の通称が用いられていた対戦車ライフルで著名なものは、イギリスのボーイズ .55 in 対戦車ライフルで、特にボーイズを導入したアメリカ海兵隊はこの呼称を好んで用いていた。また、フィンランドのラハティ L-39をフィンランド兵は “Norsupyssy”（ノルスピッシィ：フィンランド語で「象 (Norsu) 銃 (pyssy)」）”と通称していた。